# Château-d’Olonne
Château-d’Olonne korábbi község Franciaország Loire mente régiójában, Vendée megyében. Lakosainak száma 14 411 fő (2017. január 1.). Château-d’Olonne Olonne-sur-Mer, Les Sables-d’Olonne, Sainte-Foy és Talmont-Saint-Hilaire községekkel határos.
2019. január 1-jén a korábbi Les Sables-d’Olonne és Olonne-sur-Mer községekkel egyesült és az így létrejött Les Sables-d’Olonne új község része lett.

## Népesség
A település népességének változása:
| Lakosok száma | 13 593 | 13 834 | 14 490 | 14 411 |
|               | 2013   | 2015   | 2016   | 2017   |